# Le Mesnil-Bonant
Le Mesnil-Bonant era una comuna francesa que estaba situada en el departamento de Mancha, de la región de Normandía, que en 1972 pasó a formar parte de la comuna de Gavray como comuna asociada.

## Historia
La comuna asociada fue suprimida el 1 de agosto de 1988.

## Demografía
| Gráfica de evolución demográfica de Le Mesnil-Bonant entre 1800 y 1968 |
|                                                                        |

Los datos demográficos contemplados en este gráfico se han cogido de la página francesa EHESS/Cassini.